# Jyske Bank
Die Jyske Bank A/S ist die zweitgrößte börsennotierte Bank in Dänemark mit Firmensitz in Silkeborg. Sie bietet Finanzdienstleistungen verschiedener Art und ist an Standorten in Dänemark, Deutschland und Gibraltar vertreten.

## Unternehmensgeschichte
Am 7. Juli 1967 wurde in Silkeborg die Jyske Bank aus einem Zusammenschluss der Silkeborg Bank, der Kjellerup Bank sowie den Handels- og Landbobanken aus Kjellerup und Silkeborg gegründet. Mit der Übernahme der Samsø Bank, der Vendelbobanken und der Holstebro Bank verdichtete die Jyske Bank ihr Filialnetz in den siebziger und achtziger Jahren. Die Firmengeschichten der Gründungsbanken reichen bis ins 19. Jahrhundert zurück. So wurde bereits 1882 der Hauptsitz der Jyske Bank in Silkeborg erbaut und seitdem ständig erweitert. Noch heute betritt man die Bank durch das Gründungsgebäude und gelangt danach zu dem modernen hinteren Komplex.
Bis 1980 war die Jyske Bank ausschließlich als lokale Bank in Jütland vertreten. Erst mit der Übernahme der Finansbanken in Kopenhagen wurde die Jyske Bank zu einem landesweit tätigen Unternehmen. Durch deren Übernahme und damit auch der Schweizer Tochtergesellschaft Finanz- und Investmentbank begann zudem die internationale Ausrichtung der Jyske Bank.
Am 24. Februar 2014 hat die Jyske Bank das dänische Realkreditinstitut BRFkredit A/S erworben. Rund 7,4 Milliarden dänische Kronen, umgerechnet 992 Mio. Euro, hat die Jyske Bank A/S in neuen jungen Aktien an die BRFholding für BRFkredit emittiert. Nach Fusion und Bezahlung ist BRFholding der größte Aktienanteilseigner der Jyske Bank A/S.
Im europäischen Bankenstresstest 2016 platzierte sich die Jyske Bank als die kapitalstärkste aller dänischen Banken und nahm den 10. Platz unter allen 151 teilnehmenden europäischen Banken ein.
Heute ist die Jyske Bank A/S mit über 4.000 Mitarbeitern die drittgrößte dänische Bank. Sie betreut in ihren 147 Filialen in Dänemark und zwei internationalen Standorten derzeit rund 740.000 Kunden.

## Jyske Bank - International
1980 begann die internationale Ausrichtung der Jyske Bank mit der Übernahme der Finanz- und Investmentbank in Zürich. Das Auslandsgeschäft wurde 1987 mit dem Erwerb der A.L. Galliano Bankers Ltd in Gibraltar und der Hamburger Handelsbank ausgeweitet. Beide Standorte bieten Zugänge zum Private Banking Angebot der Jyske Bank. Zusätzlich fungiert die 1855 in Gibraltar gegründete Bank als lokale Bank.
Mitte des letzten Jahrzehnts eröffnete die Jyske Bank in Cannes an der Côte d’Azur einen zusätzlichen Auslandsstandort. Zudem wurden nach 30-jähriger Kooperation, 60 % der Anteile an der Berben’s Effectenkantoor in Weert in der Nähe von Eindhoven in den Niederlanden erworben.
2016 reduzierte die Jyske Bank die eigenen Auslandsstandorte auf Gibraltar und Hamburg.

## Jyske Bank Private Banking
Jyske Bank Private Banking ist ein Teil der Jyske Bank-Gruppe. Jyske Bank Private Banking betreut hauptsächlich Kunden, die ihren Wohnsitz außerhalb von Dänemark haben - rund 15.000 Kunden in 100 Ländern. Jeder Kunde gehört zu einer der Private Banking-Einheiten in Kopenhagen oder Gibraltar. Die Kundenverhältnisse deutscher Anleger werden bei der Jyske Bank Private Banking Copenhagen, einem Teil der Jyske Bank A/S, registriert. Die Kundenverhältnisse unterliegen somit den allgemeinen Geschäftsbedingungen und Bestimmungen von Private Banking Copenhagen.

## Jyske Bank - Hamburg

Ansicht der Jyske Bank Filiale Hamburg

Seit 30 Jahren ist die Jyske Bank in Hamburg vertreten. Die einzige deutsche Filiale liegt in der Innenstadt am Ballindamm. Über ein Dutzend Mitarbeiter kümmern sich um die Kunden, die aus allen Teilen Deutschlands stammen. Das Hauptgeschäft ist die Betreuung Dänischer Firmenkunden in Deutschland. Zusätzlich gehört seit 2011 Private Banking zum Angebot des Standortes. Der Private Banking Bereich in Hamburg bietet den Zugang zum Private Banking in Kopenhagen, wo sämtliche Kundenverhältnisse geführt werden.

## Zahlen und Fakten
Die Jyske Bank betreibt heute mehr als 111 dänische Niederlassungen. Zusammen mit den zwei internationalen Filialen wird eine Bilanzsumme von 258 Mrd. DKK (35 Mrd. €) erzielt. Dies macht die Jyske Bank zur zweitgrößten unabhängigen dänischen Bank. Es wird die vollständige Palette von Finanzlösungen für Retail- und Private Banking-Kunden sowie für kleinere und mittelständische Unternehmen angeboten.
Beim großen europäischen Bankenstresstest 2016 platzierte sich die Jyske Bank als kapitalstärkste aller dänischen Banken. Die Jyske Bank nahm unter allen 151 teilnehmenden europäischen Banken den 10. Platz ein.
| Gewinn- und Verlustrechnung, Zusammenfassung (Mio. €*) | 2016 Q3 | 2016 Q2 | 2016 Q1 | 2015     | 2014     |
| ------------------------------------------------------ | ------- | ------- | ------- | -------- | -------- |
| Kernertrag                                             | 268,15  | 277,00  | 277,29  | 1.133,47 | 1.369,09 |
| Vorsteuerergebnis                                      | 121,10  | 137,63  | 63,84   | 430,65   | 417,07   |
| Jahresergebnis                                         | -       | -       | -       | 332,80   | 415,19   |

| Bilanz zum Jahresende (Mio. €*) | 2016 Q3   | 2016 Q2   | 2016 Q1   | 2015      | 2014      |
| ------------------------------- | --------- | --------- | --------- | --------- | --------- |
| Eigenkapital                    | 4.037,63  | 4.044,49  | 3.989,24  | 3.704,44  | 3.704,44  |
| Vermögenswerte insgesamt        | 75.601,77 | 75.866,96 | 75.124,33 | 73.037,50 | 72.806,32 |

| Kennzahlen                                                                     | 2016 Q3 | 2016 Q2 | 2016 Q1 | 2015  | 2014  |
| ------------------------------------------------------------------------------ | ------- | ------- | ------- | ----- | ----- |
| Gewinn je Aktie des Jahres (in €*)                                             | 1,0     | 1,2     | 0,5     | 3,5   | 4,7   |
| Solvenzquote (%)                                                               | 17,8    | 17,0    | 16,7    | 17,0  | 16,4  |
| Vorsteuerergebnis entsprach in % aufs Jahr gerechnet einer Eigenkapitalrendite | 12,0    | 13,6    | 6,4     | 11,6  | 17,8  |
| Anzahl Vollzeitbeschäftigte Ende des Jahres / Ende des Quartals                | 3.993   | 3.977   | 4.013   | 4.021 | 4.191 |

*Umrechnungskurs: DKK/EUR=7,44

## Web-TV-Kanal
Die Jyske Bank betreibt einen eigenen Web-TV-Kanal. Der Internet Kanal „jyskebank.tv“ wurde im Oktober 2011 als bester europäischer Web-TV-Kanal auf den Digital Communication Awards ausgezeichnet. Die Jyske Bank setzte sich dabei gegen bekannte Marken wie Daimler und Siemens durch. Die Beiträge sind unter www.en.jyskebank.tv auch in englischer Sprache zu sehen. Außerdem lässt sich über eine App die Sendung direkt auf Smartphones herunterladen.

## Tochterunternehmen
- JN Data A/S
- Jyske Finans A/S
  - Bil & SejlerFinans A/S (Tochterunternehmen von Jyske Finans A/S)
- Gl. Skovridergaard A/S
- Silkeborg Datacentral A/S
- Nordisk Factoring A/S

## Bankenzweige
- Jyske Bank Ltd. (Gibraltar)
- Jyske Bank, Filiale Hamburg (Deutschland)